# Erin Phillips
Erin Victoria Phillips (Melbourne, 19 maggio 1985) è un'ex cestista e allenatrice di pallacanestro australiana, professionista nella WNBA.

## Palmarès
- 2 volte campionessa WNBA (2012, 2014)
- Migliore tireatrice da tre punti WNBA (2014)